# Praina trifasciata
Praina trifasciata là một loài bướm đêm trong họ Noctuidae.